# Scanner Cop 2. – Volkin bosszúja
A Scanner Cop 2. – Volkin bosszúja (eredeti cím: Scanners: The Showdown) 1995-ben bemutatott amerikai horrorfilm, melyet  Mark Sevi forgatókönyvéből Steve Barnett rendezett. A Scanner Cop – A zsaru, aki előtt nincs titok folytatása és az Agyfürkészők-sorozat ötödik része. A főbb szerepekben Daniel Quinn, Patrick Kilpatrick és Khrystyne Haje látható.
A történet szerint egy szkenner rendőr üldöz egy gyilkost, aki más szkennerekre vadászik.
Az Amerikai Egyesült Államokban 1995. május 16-án jelent meg házimozis forgalmazásban, Magyarországon a Film+ mutatta be.

## Cselekmény
Samuel Staziak los angelesi rendőr, aki egyben egy szkenner, telepatikus képességekkel megáldott ember. Egy alkalommal egy renegát szkenner, Karl Volkin kerül szembe vele, aki más szkennerek erejét szívja el, hogy magát erősítse. Sam egy betörés során kapja el Volkint és végez annak testvérével, Volkin viszont a börtönben bosszút esküszik Sam ellen.
Volkin később megszökik a börtönből és további szkennerek megölésével szerez még több erőt, Sam pedig elindul, hogy újra megállítsa őt.

## Szereplők
| Színész              | Szerep                  | Magyar hang          |
| -------------------- | ----------------------- | -------------------- |
| Daniel Quinn         | Samuel Staziak          | Zalán János          |
| Patrick Kilpatrick   | Karl Volkin             | Szabó Sipos Barnabás |
| Khrystyne Haje       | Carrie Goodart          | Kiss Erika           |
| Stephen Mendel       | Jim Mullins nyomozó     | Dobránszky Zoltán    |
| Robert Forster       | Jack Bitters kapitány   |                      |
| Brenda Swanson       | Glory Avionis           |                      |
| Jerry Potter         | Jake seriff             | Pataki Imre          |
| Jewel Shepard        | Nővér                   |                      |
| Tony Fasce           | Jones, a zsebtolvaj     |                      |
| Terrie Snell         | Mosónő                  |                      |
| Jim Blumetti         | Idős zsaru              |                      |
| Eric Chambers        | Fiatal zsaru            |                      |
| Evan MacKenzie       | J.J.                    |                      |
| Barbara Tarbuck      | Rachel Staziak          | Kassai Ilona         |
| Eugene Robert Glazer | Intézet igazgatója      |                      |
| Allan Kolman         | Tom Walton városi orvos | Wohlmuth István      |
| Robert Knott         | Henry seriffhelyettes   | Holl Nándor          |